# Cerimonia

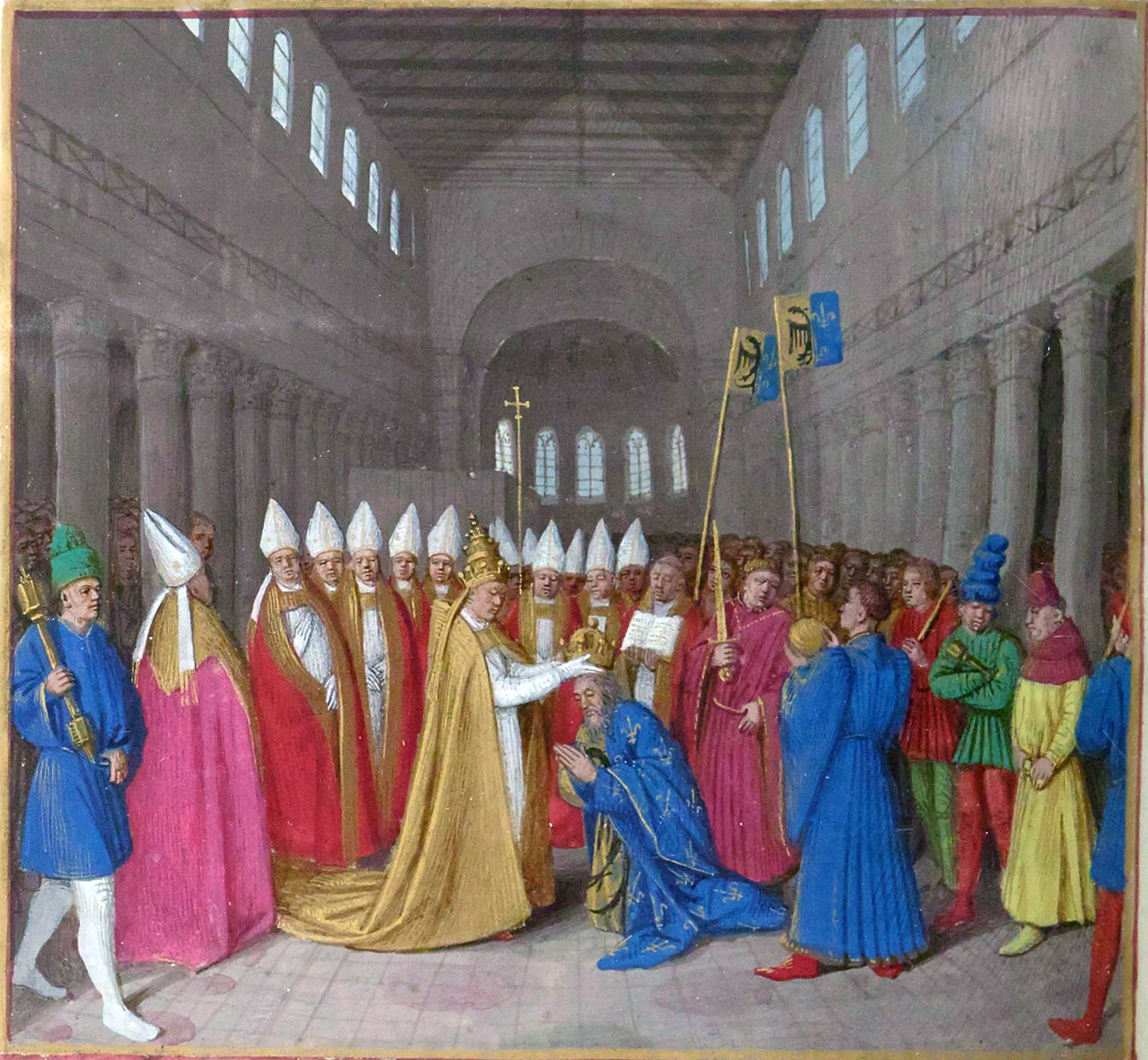
Cerimonia di incoronazione di Carlo Magno a Roma nella notte di Natale dell'anno 800.

Una cerimonia è una celebrazione pubblica, sacra o non, di un avvenimento o di una ricorrenza. Il termine viene anche usato, con un'accezione diversa, come sinonimo di rito.

## Etimologia
La parola "cerimonia" deriva dal latino caerimonia, a sua volta forse proveniente da un termine etrusco.

## Esempi celebri

### Nozze
Le nozze sono un tipico esempio di cerimonia. Nel corso di un matrimonio, che può essere religioso o civile, gli sposi giurano eterna fedeltà reciproca prima dei festeggiamenti.

### Festa del santo patrono
Nei paesi cristiani si celebrano delle festività dedicate ai patroni nazionali e locali. Ne è un esempio particolarmente noto quella di san Patrizio, patrono irlandese.

### Cerimonie di apertura e chiusura olimpioniche
Nell'ambito delle Olimpiadi si tengono cerimonie di apertura e di chiusura dei Giochi Olimpici, rispettivamente all'inizio e al termine dell'evento sportivo. Nel corso di queste celebrazioni solenni, previste dalla Carta Olimpica, si celebrano le tradizioni del paese ospitante i giochi.